# Kumara
I Quattro Kumara (dal sanscrito "figlio", "bambino") o Catursana nella tradizione induista, citati in numerosi Purāṇa, sono i quattro figli di Brahmā: 

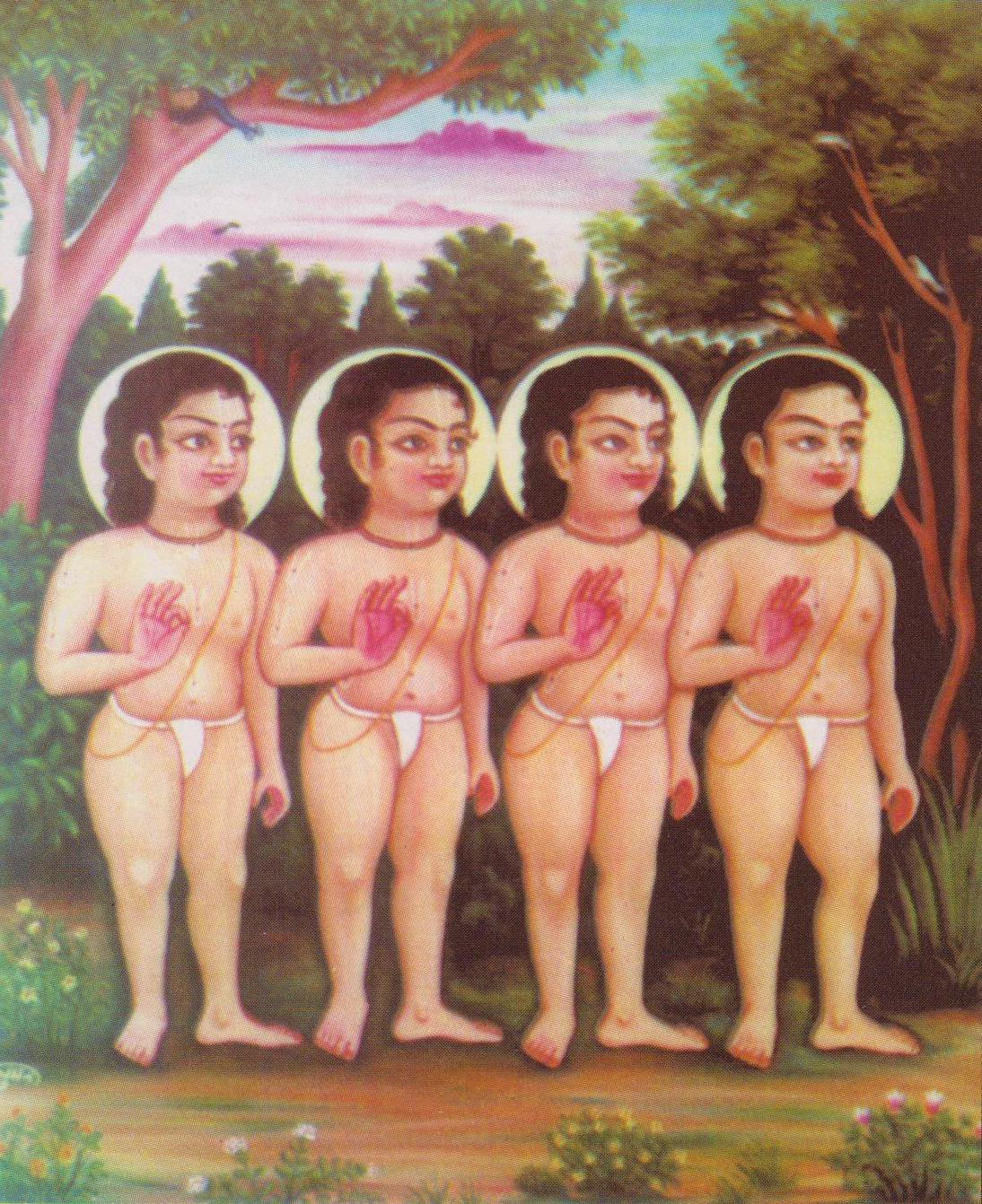
I Quattro Kumara

- Sanaka (fondatore della Kumara sampradāya),
- Sanatana,
- Sanandana e
- Sanat-Kumara.

Nati dalla mente di Brahma, i quattro Kumara sono in genere raffigurati come bambini, ma nonostante questo sono descritti come grandi saggi, che scelsero una vita dedita allo studio ed alla castità (brahmācarya).

## I Kumara nei testi sacri
Nel Bhāgavata Purāṇa è narrato come i Kumara si rifiutarono di collaborare con Brahma alla creazione, preferendo all'azione l'ascesi. Il loro rifiuto adirò Brahma a tal punto che dalla sua fronte scaturì Shiva, emettendo delle alte grida. Per questo motivo Shiva venne chiamato anche Rudra («l'urlatore»).
Ancora del Bhagavata Purana i Kumara sono elencati tra i dodici Mahajana, i grandi devoti che, pur essendo liberati (moksha) scelgono di nascere per poter meglio servire Visnù.
Pur diventando molto anziani, i Kumara meravigliano l'intero universo conservando sempre l'aspetto di bambini di 5-6 anni, e rivestono un ruolo significativo in numerose storie e tradizioni, in particolare nell'adorazione di Vishnu e Krishna.
Furono loro i responsabili degli sconvolgimenti provocati da demoni gemelli come Hiranyakasipu e Hiranyaksha: fermati alla porte di Vaikhuntha, la dimora di Vishnu, dai guardiani celesti Jaya e Vijaya, questi li condannarono a nascere ripetutamente nel mondo materiale sotto forma di demoni. Tale episodio è all'origine di numerose storie dei Purana.